# 霽青描金游魚轉心瓶
霽青描金游魚轉心瓶是18世紀中國清朝乾隆年間（西元1736－1795年）的官窯瓷器。為轉心瓶，分內外兩層，握器頸旋轉，透過外瓶的開光看見內瓶繪製的水草魚紋悠游於眼前，如同走馬燈一般。現為中華民國國寶。

## 年代背景
清朝（西元1644－1911年）官窯的生產由皇家主導控制，改善窯工待遇與窯場制度，因此使官窯瓷器能持續維持最佳的品質。盛清時期，康熙、雍正與乾隆三朝，由皇帝親身指揮與督陶官的監造下，生產出釉彩、技術和紋樣皆為一時之選的官樣作品，有仿古、創新，或融合東西紋飾的裝飾風格。:130本瓶為乾隆時期的官窯作品。具體的年份是乾隆十八年，進呈乾隆皇御覽賞玩。

## 外觀
根據典藏機構的測量，本瓶的資料如下：
高23.5公分、深19.8公分、口徑5.3公分、足徑8.4公分
本體的形式特徵如下：
- 瓶身外觀：套瓶造型，瓶口微向外捲，長頸，豐肩，腹部往下收斂，矮圈足外撇，肩飾四個環形繫耳。

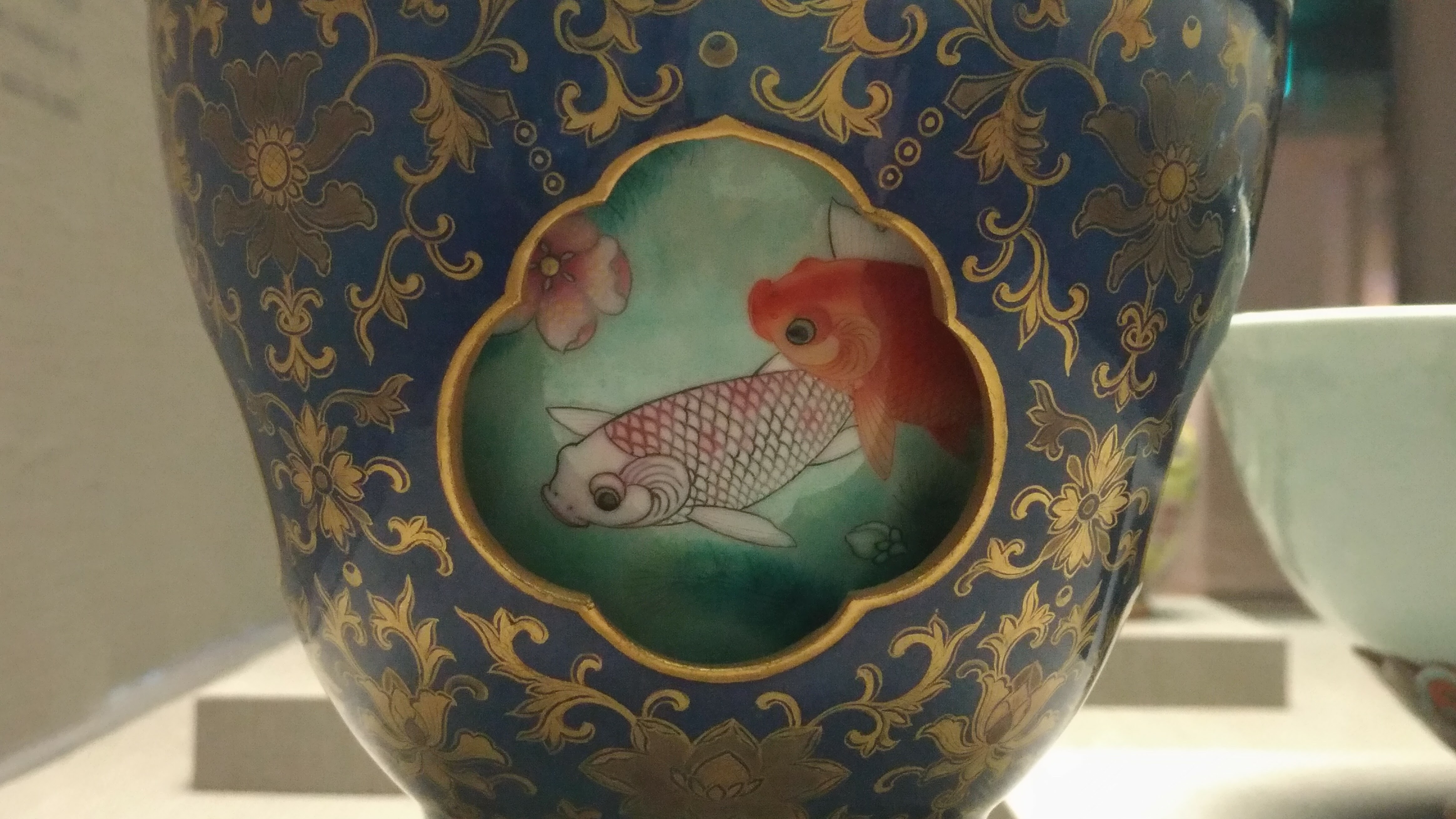
霽青描金游魚轉心瓶內瓶金魚紋

- 瓶腹內層：底色為淺青湖綠色釉，以粉彩畫金魚 霽青描金游魚轉心瓶內瓶金魚紋、水草及落花。金魚有粉紅、白、橘、黑等色。花主要是白色，少數粉紅，點綴些許淡粉花瓣，花蕊以金釉描飾。水草骨幹繪黑線，深綠釉做葉子效果。

- 外層器外壁：霽青釉背景地，以描金彩繪。

1. 口頸：口沿外一圈連續六角形紋內外飾花朵紋，器頸部先飾雙絃紋，下繪如意鉤連紋一周，內填卷草寶相花，外綴瓔珞。
2. 肩腹：通體飾以番蓮花及花葉紋。頸肩交接處有如意鉤連紋一圈，腹壁四個海棠菱形鏤空開光，可見內瓶。
3. 圈足：一圈變形蓮瓣紋。
4. 器外底：施湖綠釉，中心留白，以青花書「大清乾隆年製」六字篆書款。

## 裝飾之文化脈絡
霽青是形容雨後或霜雪過後天空轉晴之色。以鈷為呈色劑的一種藍釉，起源可追溯到唐三彩，到了元代景德鎮才發明高溫鈷藍釉瓷器。明、清藍釉習稱「霽藍」，後人因其釉色藍如深海，釉面勻稱潔淨，稱「霽青」。
描金為清代康熙時期開始運用的新興金彩工藝，之前用金箔貼金，容易脫落。製作方式是將金粉容於膠水中，後用繪筆描畫瓷器紋飾，優點是圖案細緻生動，不易脫落，又能與各類彩又相互搭配。清代官窯金彩器分兩類，一類為「仿金或仿古銅彩器」，另一類是金彩構圖細緻的「描金器」，此瓶屬於後者。
內瓶的游魚為金魚。魚紋在雍正之前，不論是沿襲或仿古依然在傳統窠臼中。至乾隆時期，金魚已成為宮廷市井最主要的觀賞用魚，品種增加，色彩豐富，因而反映於瓷器中。

部分清代洋彩瓷器內壁施湖綠色釉，口緣處描金線，本瓶即是一例，推測應是模仿自銅胎畫琺瑯。

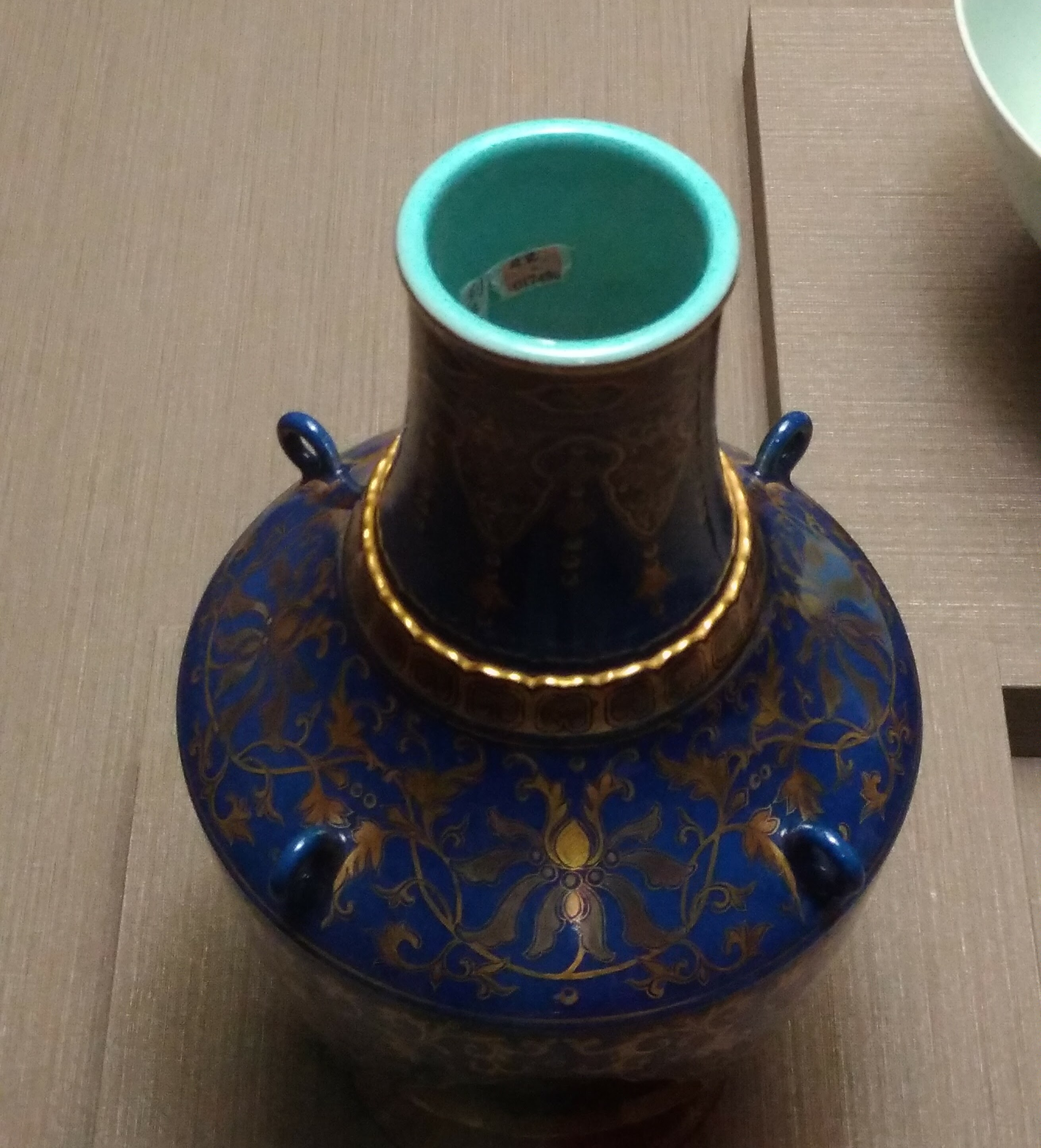
霽青描金游魚轉心瓶瓶口內部

## 結構
此瓶分內外二層，可拆解成內瓶的頸部與腹部，和外瓶的肩部與腹部四個部分，各自分別燒製再組裝而成。利用內瓶底凹下的雞心槽，結合外瓶底部突起的雞心紐
，兩者做為卡榫套接在一起，上下相連不相黏，此技法稱「交泰」。再將內瓶頸部黏接，最後外肩部以低溫釉彩烘黏固定，此處仔細觀察有較圓鼓、泥金描飾的痕跡。
轉心瓶另一技法稱「玲瓏」，藉由外瓶雕鏤穿透，可從外部看內瓶的圖樣。因此將此平臥頸部旋轉，可帶動內瓶轉動，透過外瓶的開光，可見型態各異的金魚追逐落花、嬉戲悠游的景象，如同走馬燈一般，故名「轉心瓶」。

## 研發監造者
此類轉心瓶為乾隆時期御窯廠之監造官唐英（1682-1756）、助理老格精心研發的新品類。唐英實際赴廠監造的歷史可推至雍正時期，熟悉皇室品味，配合乾隆皇帝藝術創作旺盛的企圖心，以豐富經驗創燒新奇的品目。特別的是，乾隆八年四月（1743）唐英寫給皇帝的奏章裡，清楚的說明玲瓏交泰瓶正是他與老格共同創研的新式瓷器，由於事前未先向乾隆報備，即自行研發生產，上呈時無不誠惶誠恐希望皇帝改正指教。
如〈恭進奉發及新擬瓷器摺〉奏摺中所述：「……與協造之催總老格料理開工將奉發至得各器，敬謹辦理……今自三月初二日開工之後……又擬得夾層玲瓏交泰瓶等九種，僅供摺送京呈進，其新擬各種系奴才之愚昧。」以資料來看此時期對夾層、轉心器物之製造特別熱衷，是清瓷最高技巧。
唐英創燒與監造的轉心瓶，多半以手操作，可近距離觀賞的類型；乾隆十八年（1753）下旨生產結構更複雜的轉心瓶後，也逐漸出現尺寸加大至七十公分以上者，此類型由專業人員操作，帶有表演性質。轉心瓶具備的旋轉機能，且往更精密的層次發展，或許和乾隆關注造辦處產造，所發展出由發條帶動人物與動植物轉動之機巧，希望運用一種源於西洋鐘錶設計的概念有密切關聯。轉心瓶僅乾隆時期才有，數量稀少，乾隆前後都不曾出現，可以算是一種空前絕後的精品。

## 備註
唐英曾在上呈皇帝的奏摺中，出現有如乾隆八年〈洋彩魚游春水瓶一對〉，和乾隆十年〈吹青寶蓮描金魚游春水四繫橄欖瓶一對〉等，應是足以和本瓶對照的記載。
傳世四十公分以下之轉心瓶多半收藏於國立故宮博物院，其產造之初或因應乾隆皇帝的需求，故見成對傳世。如國立故宮博物院即典藏有與此瓶一模一樣的作品，名為磁胎洋彩青地金花魚遊春水瓶。北京故宮博物院藏「乾隆青花粉彩鏤空魚藻紋轉心瓶」，與本瓶形式相同，僅外瓶運用青花瓷的裝飾技法。